# Bouvresse
Bouvresse és un municipi francès, situat al departament de l'Oise i a la regió dels Alts de França. L'any 2007 tenia 162 habitants.

## Demografia

### Població
El 2007 la població de fet de Bouvresse era de 162 persones. Hi havia 57 famílies de les quals 12 eren unipersonals (8 homes vivint sols i 4 dones vivint soles), 12 parelles sense fills i 33 parelles amb fills.
La població ha evolucionat segons el següent gràfic:
Habitants censats

### Habitatges
El 2007 hi havia 66 habitatges, 59 eren l'habitatge principal de la família, 6 eren segones residències i 1 estava desocupat. Tots els 66 habitatges eren cases. Dels 59 habitatges principals, 46 estaven ocupats pels seus propietaris i 12 estaven llogats i ocupats pels llogaters; 8 tenien tres cambres, 20 en tenien quatre i 31 en tenien cinc o més. 49 habitatges disposaven pel capbaix d'una plaça de pàrquing. A 24 habitatges hi havia un automòbil i a 32 n'hi havia dos o més.

### Piràmide de població
La piràmide de població per edats i sexe el 2009 era:
| Homes | Edats   | Dones |
| ----- | ------- | ----- |
| 0     | 95 o +  | 0     |
| 0     | 90 a 94 | 0     |
| 0     | 85 a 89 | 0     |
| 0     | 80 a 84 | 0     |
| 4     | 75 a 79 | 0     |
| 0     | 70 a 74 | 8     |
| 8     | 65 a 69 | 0     |
| 0     | 60 a 64 | 8     |
| 8     | 55 a 59 | 4     |
| 8     | 50 a 54 | 8     |
| 0     | 45 a 49 | 0     |
| 0     | 40 a 44 | 4     |
| 12    | 35 a 39 | 12    |
| 4     | 30 a 34 | 8     |
| 8     | 25 a 29 | 0     |
| 4     | 20 a 24 | 4     |
| 8     | 15 a 19 | 0     |
| 20    | 10 a 14 | 8     |
| 8     | 5 a 9   | 8     |
| 0     | 0 a 4   | 4     |

## Economia
El 2007 la població en edat de treballar era de 107 persones, 85 eren actives i 22 eren inactives. De les 85 persones actives 78 estaven ocupades (44 homes i 34 dones) i 7 estaven aturades (2 homes i 5 dones). De les 22 persones inactives 8 estaven jubilades, 9 estaven estudiant i 5 estaven classificades com a «altres inactius».

### Ingressos
El 2009 a Bouvresse hi havia 63 unitats fiscals que integraven 183,5 persones, la mediana anual d'ingressos fiscals per persona era de 17.365 €.

### Activitats econòmiques
Dels 6 establiments que hi havia el 2007, 5 eren d'empreses de construcció i 1 d'una empresa de comerç i reparació d'automòbils.
Dels 5 establiments de servei als particulars que hi havia el 2009, 2 eren guixaires pintors, 2 fusteries i 1 lampisteria.
L'any 2000 a Bouvresse hi havia 7 explotacions agrícoles que ocupaven un total de 518 hectàrees.

## Poblacions més properes
El següent diagrama mostra les poblacions més properes.